# Esterculiàcies
Esterculiàcia (Sterculiaceae) és una família de l'ordre de les malvals i present a les regions tropicals i subtropicals. Són arbres, lianes, i herbes amb flors hermafrodites o unisexuals, apètales i asèpales, pentàmeres, amb 2 verticils d'estams, els interns soldats i els externs transformats en estaminodis. Presenten fruits secs com càpsules o fol·licles (gèneres Sterculia i Cola), o bé carnosos. Hi ha moltes espècies conreades i amb gran importància econòmica com el cacau i les nous de cola.
Les Sterculiaceae havien estat prèviament reconegudes com una família clàssica per la majoria de sistemàtics incloent una setantena de gèneres. Actualment, però, aquesta família es considera obsoleta. Tradicionalment les Sterculiaceae, Malvaceae, Bombacaceae, i Tiliaceae comprenen el nucli de l'ordre Malvals del Sistema de cronquist i es dona per suposat una relació estreta entre aquestes quatre famílies. Nombrosos estudis filogenètics han mostrat que aquestes famílies esmentades poden agrupar-se des del punt de vista cladístic en un únic clade i l'estatus actual de cada una d'aquestes famílies és força en dubte. L'APG II uneix Bombacaceae, Malvaceae sensu stricto, Sterculiaceae i Tiliaceae a un grup de Malvaceae més ampli (Malvaceae sensu lato).

## Gèneres
| - Abroma Jacq. - Acropogon Schltr. - Aethiocarpa Vollesen - Astiria Lindl. - Ayenia L. - Brachychiton Schott i Endl. - Byttneria Loefl - Cheirolaena Benth. - Chiranthodendron Larreat. - Cola Schott & Endl. - Commersonia J.R.Forst. i G.Forst. - Cotylonychia Stapf - Dicarpidium F.Muell. - Dombeya Cav. - Eriolaena DC. - Eriolaena DC. - Firmiana Marsili - Franciscodendron B.Hyland i Steenis - Fremontodendron Coville - Gilesia F.Muell. - Glossostemon Desf. - Guazuma Mill. - Guichenotia J.Gay | - Hannafordia F.Muell. - Harmsia K.Schum. - Helicteres L. - Helmiopsiella Arenes - Helmiopsis H.Perrier - Heritiera Aiton - Hermannia L. - Herrania Goudot - Hildegardia Schott & Endl. - Keraudrenia J.Gay - Kleinhovia L. - Lasiopetalum Sm. - Leptonychia Turcz. - Leptonychiopsis Ridl. - Lysiosepalum F.Muell. - Mansonia J.R.Drumm. ex Prain - Maxwellia Baill. - Megatritheca Cristobal - Melhania Forssk. - Melochia L. - Neoregnellia Urb. - Nesogordonia Baill. - Octolobus Welw. | - Paradombeya Stapf - Paramelhania Arenes - Pentapetes L. - Pimia Seem. - Pterocymbium R.Br. - Pterospermum Schreb. - Pterygota Schott & Endl. - Rayleya Cristobal - Reevesia Lindl. - Ruizia Cav. - Rulingia R.Br. - Scaphium Schott & Endl. - Scaphopetalum Mast. - Seringia J.Gay - Sterculia L. - Theobroma L. - Thomasia J.Gay - Triplochiton K.Schum. - Trochetia DC. - Trochetiopsis Marais - Ungeria Schott & Endl. - Waltheria L. |